# Lee Shallat Chemel
Lee Shallat Chemel (geboren am 15. Juni 1943 in Los Angeles) ist eine US-amerikanische Fernsehregisseurin und Fernsehproduzentin. Zu ihren bekanntesten Werken zählen die Serien Murphy Brown, Die Nanny, Chaos City, Gilmore Girls und The Middle. Sie wurde für ihre Arbeit mehrfach für einen Emmy nominiert.

## Leben und Wirken
Lee Shallat Chemel wurde in Los Angeles geboren und wuchs dort auf. Sie machte einen Abschluss in Theatergeschichte sowie den Master of Fine Arts in Schauspielerei. Gary David Goldberg, der nach Vorgaben der Directors Guild of America auf der Suche nach Regisseurinnen war, folgte einer Empfehlung von Joseph Stern und engagierte Shallat Chemel, die 1984 ihr Regiedebüt mit der Folge Ready or Not der Fernsehserie Familienbande gab. Im Anschluss führte sie in einzelnen Episoden verschiedenster Serien Regie, beschrieb ihre Anfangszeit jedoch selbst als schrecklich und fehlerhaft („I failed a lot in the beginning. It was horrible.“). Sicherheit am Set gewann sie mit ihren Durchbrüchen Murphy Brown und Die Nanny. In der Folge führte sie bei zahlreichen Serien und vereinzelten Fernsehfilmen Regie. Zudem agierte sie in den Serien Die Nanny und Happily Divorced als Produzentin.
1992, 1994 und 1995 wurde sie jeweils für ihre Regiearbeit an Comedy-Serien für einen Primetime Emmy Award nominiert. 2002 gewann sie eine Auszeichnung der Online Film & Television Association für die beste Regie. 2012 wurde sie erneut für diesen Preis nominiert.
Shallat Chemel war acht Jahre lang Teil des National Board der Directors Guild of America und leitet ein eigenes Mentorenprogramm, mit dem sie angehende Regisseure fördern möchte.

## Filmografie (Auswahl)

### Regie
- 1984–1986: Familienbande (5 Episoden)
- 1986–1987: Amen (12 Episoden)
- 1986–1990: Ganz große Klasse (20 Episoden)
- 1992: Love & War (10 Episoden)
- 1992–1994: Murphy Brown (26 Episoden)
- 1993–1995: Die Nanny (29 Episoden)
- 1995–1996: Wo ist hier der Cop? (13 Episoden)
- 1996–1997: Chaos City (23 Episoden)
- 1998: The Dave Chappelle Project
- 2001–2006: The Bernie Mac Show (16 Episoden)
- 2003: Titletown
- 2004–2007: Gilmore Girls (13 Episoden)
- 2005: Greener Mountains
- 2005–2006: Pamela Anderson in: Stacked (12 Episoden)
- 2007–2009: Samantha Who? (13 Episoden)
- 2009–2018: The Middle (86 Episoden)
- 2011–2012: Happily Divorced (15 Episoden)

### Produktion
- 1993–1995: Die Nanny (30 Episoden)
- 2006–2007: Gilmore Girls (22 Episoden), als Co-executive producer
- 2011–2012: Happily Divorced (15 Episoden)